# Acido caprico
L'acido caprico (C10) o acido decanoico, conosciuto anche come acido caprinico, è un acido grasso saturo con 10 atomi di carbonio.

## Fonti vegetali
Si ritrova come estere del glicerolo nei grassi vegetali di cocco, palmisto e cuphea. Si estrae anche tramite distillazione dell'olio di cocco vergine, costituendone di fatto la frazione più leggera (insieme al caprilico).
I trigliceridi dell'acido caprico e caprilico, infatti, sono utilizzati come emolliente nella cosmesi, con nome INCI: Caprylic/capric triglycerides (trigliceride caprilico/caprico o olio di cocco frazionato) un eccipiente cosmetico che può essere ottenuto sia con un processo naturale, sia di sintesi. L'acido caprico si trova anche in altri emollienti cosmetici come per esempio il trigliceride caprico/stearico (INCI: C10-C18 Triglicerydes).

## Fonti animali
Presente assieme ad acido caproico e caprilico nel latte di capra ed in altri grassi animali. 
L'odore sgradevole ricorda quello delle capre.